# I. Rekkared nyugati gót király
I. Rekkared (559 – 601. május 31.) a nyugati gótok hispániai államának királya 586-tól haláláig. Édesapját, Leovigildet követte a trónon. Uralkodása alatt a nyugati gótok az arianizmusról áttértek a római kereszténységre (587), a katolicizmus győzelmét a 3. toledói zsinat nyilvánította ki (589). Rekkared kolostorok alapítója és gazdagítója lett. Ezzel szemben rossz viszonyban volt a frankokkal, és folytonos küzdelemben állt a baszkokkal is.

## Útja a trónig
Amikor apja, Leovigild, testvére Liuva halála miatt egyeduralkodó lett, akkor Rekkaredet és bátyját, a trónörökösnek szánt Hermenegildet társuralkodókká tette. Hermenegild azonban 579-ben fellázadt apja ellen, 585-ben megölték. 585-ben a frankok rátörtek a Nyugati Gót Királyság északnyugati tartományára, Gallia Narbonensisre, hogy birodalmukhoz csatolják. Leovigild Rekkaredet küldte ellenük, akinek súlyos harcokban sikerült a frankokat visszavernie és bevennie a Rhône partján álló erősséget, Ugernót, a mai Beaucaire-t. Ezután Rekkared diadalmasan tért vissza apjához.

## Uralkodása

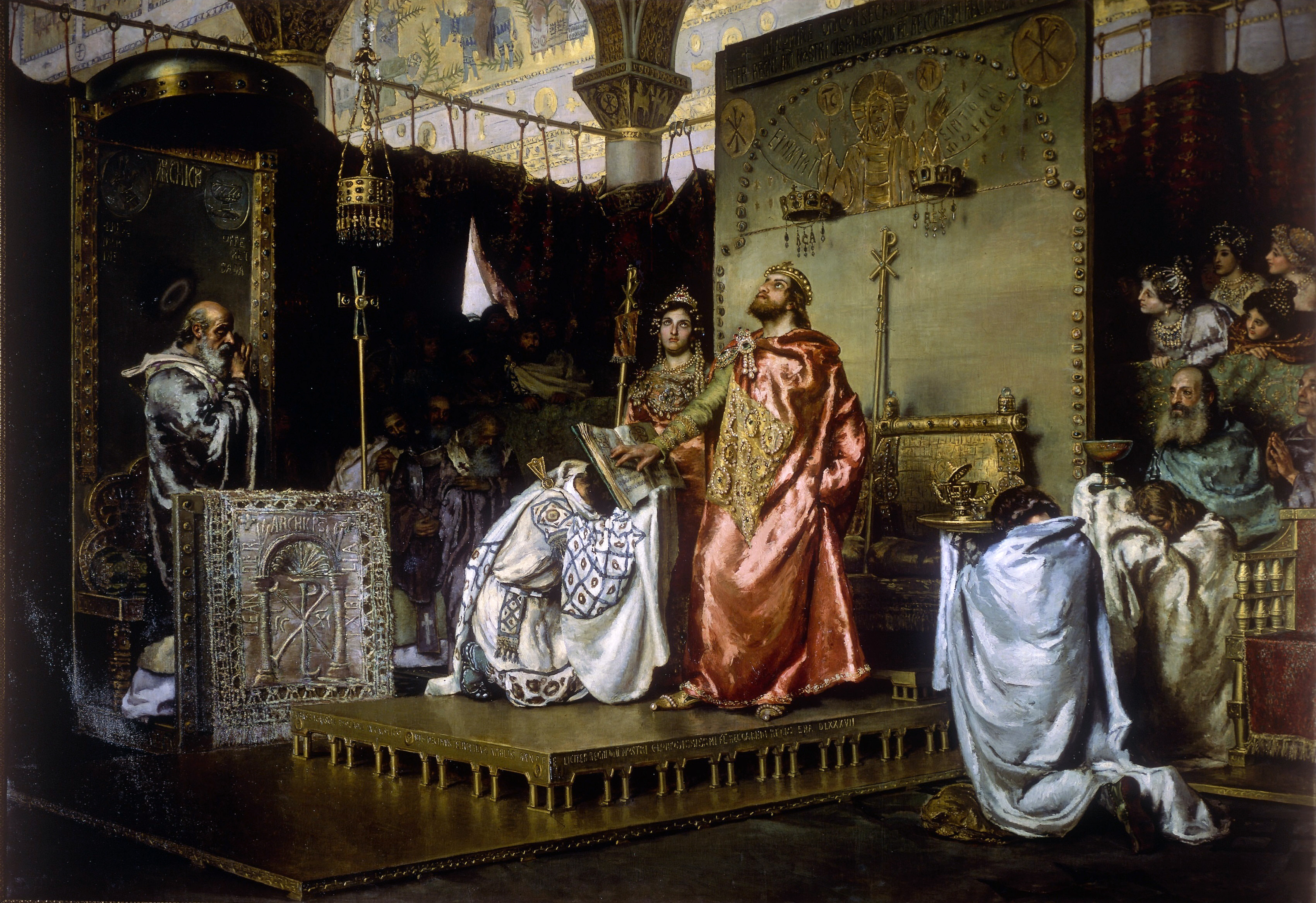
Rekkared áttérése (Muñoz Degrain)

586-ban meghalt Leovigild és Rekkared vette át az uralkodást. 587-ben áttért a katolikus hitre, és rávette erre az ariánus papokat, a nyugati gótokat és az apja által néhány évvel azelőtt meghódított galiciai szvébeket is. Visszaadta a katolikus egyháztól elődei által elkobzott javakat, és uralkodása alatt kolostorokat alapított. Közben seregei legyőzték Desiderius frank vezért, aki maga is a csatamezőn lelte halálát. A következő két évben az ariánus klérus tagjai megpróbálták visszaszerezni a hatalmat. Az összeesküvésbe az özvegy királyné - Rekkared mostohája -, Goisuntha is belekeveredett, de kudarcot vallottak. 589-ben Guntram, Burgundia frank királya újabb sereget küldött Gallia Narbonensisbe Boso vezetésével, akik Carcasum (ma Carcassonne) mellett ütöttek tábort. Rekkared Claudius luzitán vezért küldte ellenük, aki meglepte a tábort és megfutamította a frankokat.
590-ben Rekkared rendeletére a fővárosban, Toledóban összeült Hispania, Gallia és Gallaecia püspökeinek – szám szerint 72 – a zsinata, ahol Sevillai Szent Leander buzdítására végképp leszámoltak az arianizmussal. Uralkodása további részében Rekkared az egyház gyarapításával volt elfoglalva, templomokat és kolostorokat alapított. Erről az időszakról forrásaink igen szűkösek. 601-ben kiskorú fia, II. Liuva követte a trónon.